# Hremiacze (obwód rówieński)
Hremiacze (ukr. Грем'яче, Hremjacze) – wieś na Ukrainie, w obwodzie rówieńskim, w rejonie rówieńskim, w hromadzie Ostróg. W 2001 liczyła 777 mieszkańców.
Do 2020 roku w rejonie ostrogskim.
W okresie międzywojennym wieś znajdowała się w granicach II RP, wchodząc w skład gminy Chorów w powiecie zdołbunowskim, w województwie wołyńskim.